# Títulos do Bispo de Roma

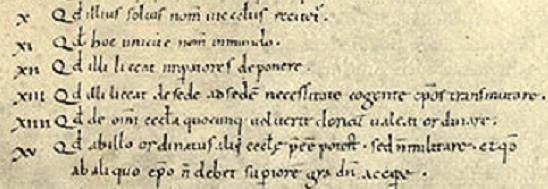
Manuscrito nos Arquivos do Vaticano do Dictatus Papae, um documento sobre a autoridade papal, do século XI, que registra o processo histórico pelo qual, o título "Papa" passou a ser usado apenas pelo Bispo de Roma. Em sua proposição XI, ele diz: «Quod hoc unicum est nomen in mundo» («Que este nome [Papa] é único no mundo»)

Os Títulos do Bispo de Roma, mais frequentemente designados por Títulos papais referem-se aos diversos títulos utilizados pelo protocolo, como pronome de tratamento ou designando uma realidade teológica ou secular do Bispo de Roma. A Igreja Católica acredita que eles “constituem o que se denominou de primazia de honra. Essas prerrogativas não são, como seus direitos de jurisdição, ligados ao jure divino do seu cargo. Eles cresceram no decorrer da história, e foram consagrados pelo uso de séculos, mas eles não estão livres de modificações”.
Originalmente os títulos do Bispo de Roma eram usados como expressões de respeito, poder e veneração, posteriormente muitos tornaram-se firmemente associados ao seu cargo, tornando-se títulos distintivos e específicos. O uso dos títulos mais antigos, são o de "Papa" e "Pontífice", que remontam a meados do século III, os demais títulos surgem a partir do século V, e se desenvolvem ao longo de toda a Idade Média. O Anuário Pontifício, o diretório da Santa Sé, publicado desde 1716, lista os que são considerados, os títulos oficiais papais desde então. No entanto, a lista oficial não inclui todos os que são usados; além de que, durante a história, os papas portaram diversos outros títulos, às vezes por séculos, que em determinado momento foram abandonados.

## Títulos oficiais
A lista oficial dos títulos do Papa, na ordem em que são ditados pelo Anuário Pontifício em 2009 é: “Bispo de Roma (Episcopus Romanus), Vigário de Jesus Cristo (Vicarius Iesu Christi), Sucessor do Príncipe dos Apóstolos (Successor principis apostolorum), Sumo Pontífice da Igreja Universal (Summus Pontifex Ecclesiae Universalis), Primaz da Itália (Primatus Italiae), Arcebispo Metropolitano da Província Romana (Archiepiscopus metropolitanus provinciae Romanae), Soberano do Estado da Cidade do Vaticano (Superanus sui iuris civitatis Vaticanae) e Servo dos Servos de Deus (Servus Servorum Dei)”.

### Papa

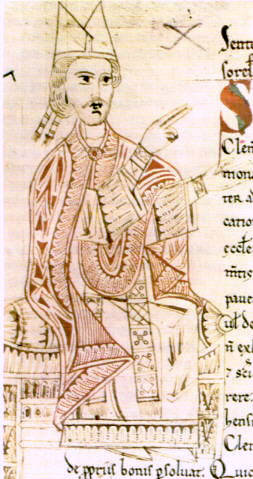
r. ordenou que o título de "Papa" fosse reservado exclusivamente para o Bispo de Roma. Manuscrito desconhecido do século XI

O termo "Papa" (provém do Latim "Papa", do Grego πάππας, Pappas uma palavra carinhosa para pai) é o título mais famoso e associado ao Bispo de Roma, sendo usado no protocolo, documentos e assinaturas. Existem diversas interpretações sobre o significado e a aplicação do título, dentre elas que "papa" seria um acrônimo em latim, onde cada letra corresponderia a uma palavra: Petri Apostoli Potestantem Accipiens ("o que recebe o poder do apóstolo Pedro"); ou ainda Petrus Apostolus Princeps Apostolorum ("Pedro Apóstolo, Príncipe dos Apóstolos"). Também foi proposta como origem a união das primeiras sílabas das palavras latinas Pater ("Pai") e Pastor ("Pastor").
Desde o início do século III o termo "papa" era utilizado como uma expressão de veneração afetuosa, tanto para o Bispo de Roma, quanto para os outros bispos do Ocidente. No Oriente inicialmente era usado para sacerdotes, mas após a eleição do 13.º Patriarca de Alexandria, Héraclas (r. 232–249) e da sua denominação papa, o título nessa região passa a ser usado apenas para o Patriarca de Alexandria.
Há divergência de opiniões entre os historiadores sobre qual seria o primeiro bispo de Roma que utilizou o título. Alguns sugerem que foi Marcelino (r. 296–304), Dâmaso (r. 366–384), Sirício (r. 384–399), Papa João I (r. 523–526) e outros. No fim do século IV a palavra Papa aplicada ao Bispo de Roma começa a exprimir mais do que veneração afetuosa, e tende a tornar-se um título específico, como pode ser observado nas cartas da chancelaria imperial de Constantinopla e na correspondência de Sirício e Símaco (r. 498–514). No século VI a expressão tornou-se firmemente associada aos bispos de Roma, até que no século XI o Papa Gregório VII (r. 1073–1085) "prescreveu que ele deve ser limitado apenas aos sucessores de Pedro".
No que se refere especificamente ao termo "papado" (papatu), não existe um estudo completo sobre sua origem, tal como para a palavra "papa", no entanto o termo tem origem por volta do século XII, para referir-se exclusivamente ao sistema eclesiástico governamental do papa.

### Vigário de Cristo

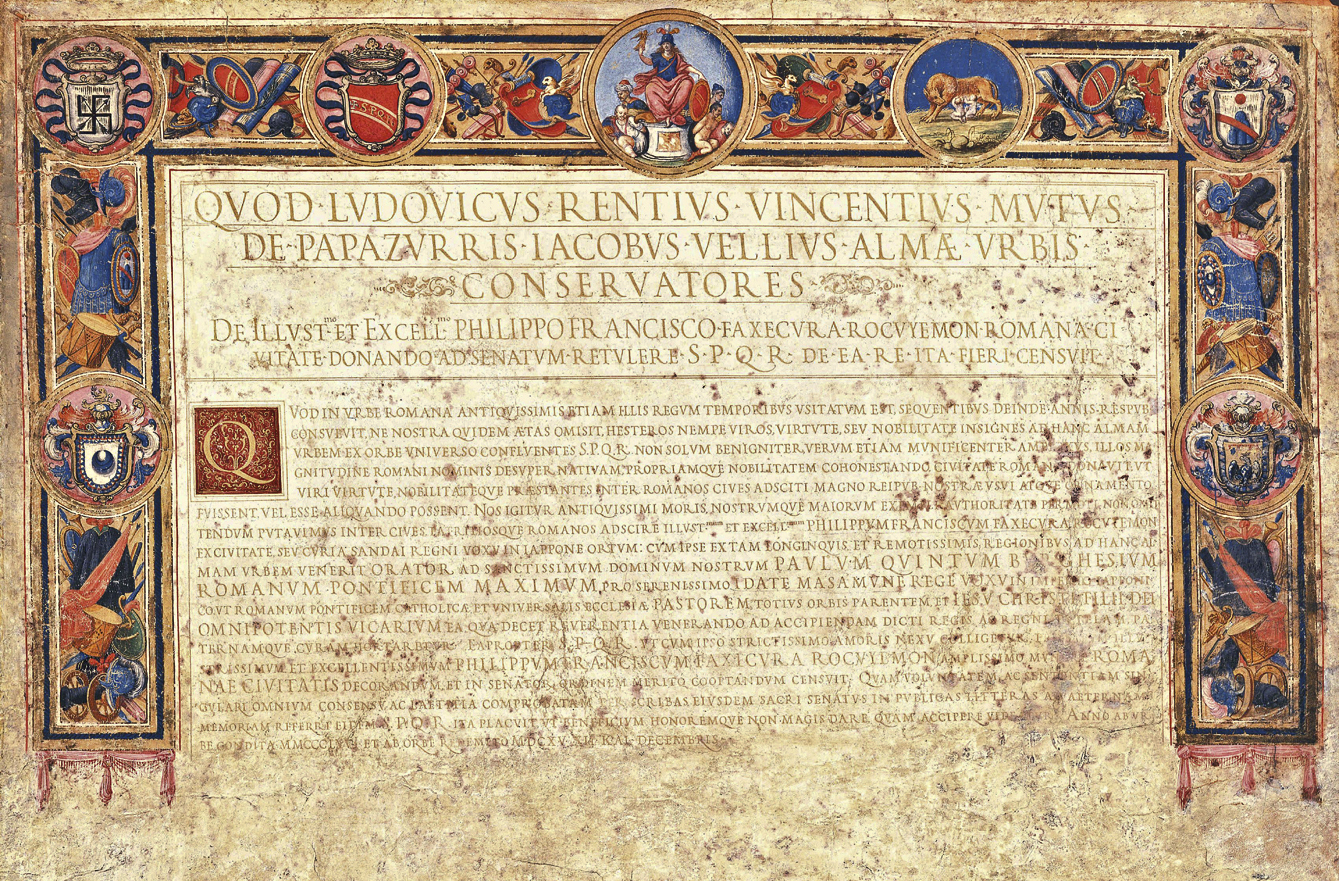
Documento emitido pelo Senado Romano em 1615 que concede o título honorário de cidadão romano a Hasekura Tsunenaga, em que o papa é descrito como "Pontífice de Roma e Pastor da Igreja Católica Universal, pai de todo o mundo, e Vigário de Jesus Cristo, Filho Onipotente de Deus". Museu de Sendai

Vigário de Cristo (em latim Vicarius Christi), é o título mais significativo do papa, implicando sua suprema e universal primazia. Baseia-se na promessa de 16 19: em que Cristo entrega a Pedro as chaves do reino dos céus. Em todos os países a chave é um símbolo de autoridade. Deste modo, para o catolicismo as palavras de Cristo são uma promessa que Ele vai conferir a Pedro o poder de governar a Igreja em seu lugar, como seu vigário.
O primeiro registro de um título que reflete um papel do papa como "Vigário" consta em uma carta de 445, do Papa Leão I (r. 440–461) a Dióscoro de Alexandria, em que designa o Bispo de Roma, como "vigário terreno dos sucessores de Pedro"; pouco tempo depois, em 495, os decretos de um sínodo denominam o Papa Gelásio I (r. 492–496) como "vigário de Cristo". Assim no início da Idade Média existiam diversas variantes desse título, como “Vigário de Pedro” (Vicarius Petri), indicando que os papas sucediam São Pedro, "Vigário do Príncipe dos Apóstolos" (Vicarius Principis Apostolorum) ou “Vigário da Sé Apostólica” (Vicarius Soles Apostolica), dentre outros. O fato de que tanto o título de "Vigário de Pedro" quanto "Vigário de Cristo" eram utilizados, pode ser observado pelo fato de que no final do século VIII, o juramento de fidelidade de São Bonifácio ao Papa Gregório II (r. 715–731) utiliza o primeiro, enquanto algumas décadas depois, o Papa João VIII (r. 872–882), utiliza o segundo. Ainda atuamente, o Missal Romano em suas orações para um papa morto, designa-o de "Vigário de Pedro". A designação de Vigário de Cristo para os papas tornou-se de uso regular a partir do século XIII, devido às reformas empregadas pelo Papa Inocêncio III (r. 1198–1216), conforme pode ser observado já em 1199 na carta de Inocêncio ao rei da Armênia Leão II, Inocêncio frequentemente apelou para este título como prerrogativa para nomear os bispos. Outros historiadores sugerem que este título foi mais associado aos papas no pontificado de Eugênio III (r. 1145–1153) e depois consolidado por Inocêncio. O Papa Nicolau III (r. 1277–1280) usou o termo Vigário de Deus (uma referência a Cristo como Deus) como um título equivalente. Atualmente o Concílio Vaticano II, ensina que todos os bispos são "vigários e embaixadores de Cristo".
Com diferentes significados teológicos e seculares, o título também foi utilizado em uma observação pessoal por Tertuliano no século III para referir-se ao Espírito Santo e no cesaropapismo nos séculos V ao IX para referir-se a governantes e autoridades públicas, tais como reis, juízes e mais proeminentemente ao imperador bizantino.

### Príncipe dos Apóstolos
Príncipe dos Apóstolos (em latim Principis Apostolorum) é um título reservado individualmente para São Pedro, como maneira de demonstrar sua liderança entre os Apóstolos (Principis significa "Primeiro" ou "Principal"). Seus primeiros registros remontam aos sermões do Papa Leão I (r. 440–461) no século V, que o uso como demonstração de seu primado:
| “ | Perene é a solidez daquela fé que foi louvada no Príncipe dos Apóstolos. E, assim como permanece o que Pedro acreditou acerca de Cristo, igualmente permanece o que Cristo instituiu na pessoa de Pedro. (...) fiel a fortaleza da pedra que recebeu, não abandona o leme da Igreja a ele confiado | ” |

O título é aplicado apenas indiretamente ao papa, que é referido oficialmente como "Sucessor do Príncipe dos Apóstolos" (Successor principis apostolorum), ou também como "Vigário do Príncipe dos Apóstolos", dentre outras variantes.

### Pontífice

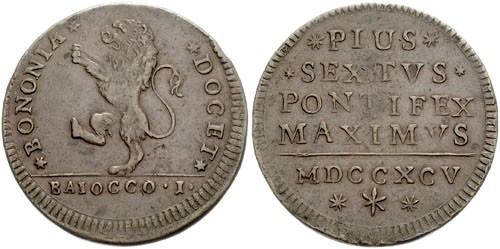
Moeda de Bolonha, Estados Papais do século XVIII em que está escrito "Pius Sextus Pontifex Maximus MDCCXCV" ou seja "Pio VI Pontífice Máximo 1795"

O termo "Pontífice" (Pontifex), cujas variações incluem "Romano Pontífice" ou "Pontífice Romano", "Supremo Pontífice", "Soberano Pontífice" e "Pontífice Máximo" (Pontifex Maximus), sendo a denominação oficial "Sumo Pontífice" (Summus Pontifex) ou mais completamente, "Sumo Pontífice da Igreja Universal" (Summus Pontifex Ecclesiae Universalis) é um dos títulos oficiais do Papa. Do substantivo "Pontífice" foram formados os adjetivos "pontifício" e "pontifical", o primeiro referindo-se às cerimônias e instituições ligadas ao papa, tais como as "Pontifícias Universidades Católicas" (universidades mantidas pela Santa Sé e pelo papa) e o segundo referindo-se aos bispos em geral, como pode ser observado na expressão "Pontifical Romano" (um livro que contém os ritos reservados para os bispos, como confirmação e ordenação). O termo Pontífice Máximo é comumente encontrado em inscrições em edifícios, pinturas, estátuas e moedas sobre os papas, sendo normalmente abreviado como "Pont Max" ou "P M". Desde a Idade Média, a Igreja a partir da eleição de um papa, começa a contar um novo calendário em "Anos de Pontificado" ou "Anos Papais" (Anno Papalis - A.P.), que coexiste com o do calendário cristão, contando a partir do nascimento de Jesus Cristo em "Anos do Senhor" (Anno Domini - A.D.). O uso dessas duas datas podem ser vistas em vários monumentos de Roma, e em todos os decretos papais e alguns documentos da Igreja.
Na Vulgata, em Hebreus 5, 1-4, diz-se que determinados sacerdotes seriam pontífices, pontífice significa literalmente "construtor de ponte" (pons + facere). A interpretação mais comum é que os pontífices, são simbolicamente os construtores da ponte entre Deus e os homens, o uso deste termo é justificado porque o pontífice é "(…) constituído a favor dos homens como mediador nas coisas que dizem respeito a Deus, para oferecer dons e sacrifícios pelos pecados.", ou seja, refere-se as funções sacras e evangelizadores dos sacerdotes. O uso da expressão "sumo pontífice" para o papa é justificado pelo catolicismo nas palavras de Cristo a Pedro, em «Apascenta os meus cordeiros... Apascenta os meus cordeiros... Apascenta as minhas ovelhas» (João 21:15–17), assim Cristo confiou seu rebanho a Pedro, confiando-lhe as mais importantes funções sacerdotais, tornando-o sumo pontífice. Outro interpretação sugerida é que o título refere-se ao papel do papa de preservar e fortalecer a unidade da Igreja, isto é, ao surgirem conflitos, os papas agem como mediadores e pacificadores em sua resolução, como "construtores de pontes" — pontífices.

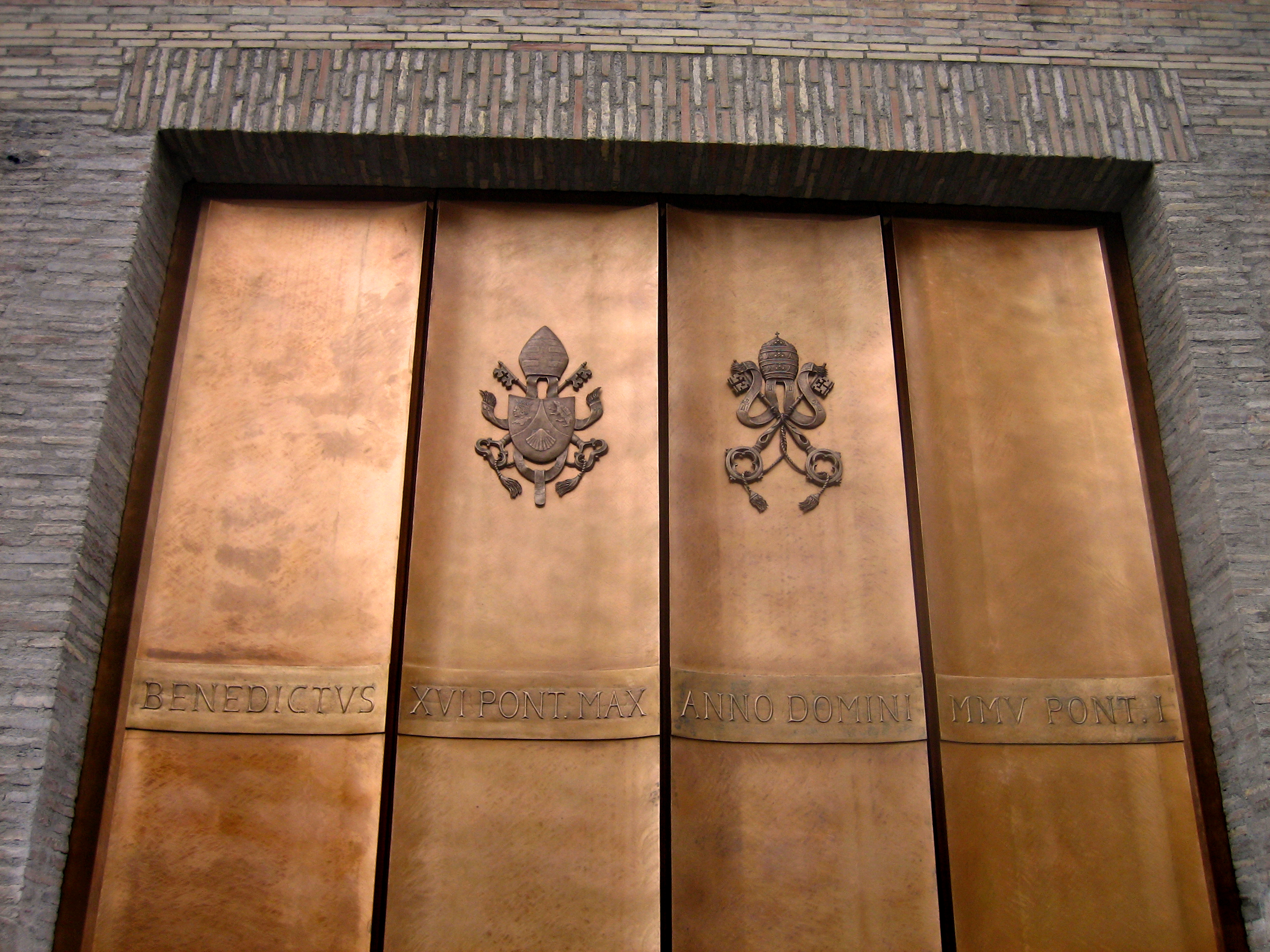
Uma nova porta na Cidade do Vaticano em que está escrito "Benedictus XVI Pont (ifex) Max (imus) Anno Domini MMV Pont (ificatus) I.", ou seja, "Bento XVI, Pontífice Máximo, no ano de Nosso Senhor de 2005, no primeiro ano de seu pontificado."

A origem do título é obscura. Originalmente o título de "Pontífice" (Pontifex) era uma palavra latina equivalente a "Sumo Sacerdote", como pode ser observado em sua tradução em outras línguas, como o grego, em que é traduzido como "ἀρχιερεύς" (literalmente, "sumo sacerdote") ou por uma tradução mais literal como "ἀρχιερεὺς μέγιστος" (literalmente, "o maior sumo sacerdote"). O termo "ἀρχιερεύς" foi usado no texto da Septuaginta do Antigo Testamento e é usado pelos Apóstolos que escreveram o Novo Testamento para se referir ao sumo sacerdote judeu.
Posteriormente quando São Jerônimo traduziu a Bíblia para o latim, a Vulgata, o termo pontífice foi definitivamente usado para referir-se ao sumo sacerdote judeu, sendo utilizado 59 vezes no texto. Por exemplo, em Marcos 15:11, pontífices (no plural) é o termo em latim usado para "príncipes dos sacerdotes", e na Epístola aos Hebreus pontífice (singular) é repetidamente usado com referência aos diversos sumos sacerdotes e profetas judeus e por analogia a Jesus como o sumo sacerdote dos cristãos. O primeiro registro do título "Sumo Pontífice" aplicado ao papa data do século III, durante a perseguição à Igreja, usado por Tertuliano para referir-se ao Papa Calisto I (r. 217–222), não estando claro se a palavra era comumente usada no início desse século, como foi posteriormente, sendo o uso de Tertuliano incomum. Uma vez que os bispos cristãos ocuparam o lugar dos sacerdotes judeus, a expressão Pontífice foi usada regularmente desde o século V para referir-se a bispos notáveis, por exemplo, Hilário de Arles (m. 449) é denominado "sumo pontífice" (summus pontifex) por Euquério de Lyon. O Arcebispo de Cantuária Lanfranco (m. 1089), é denominado "primaz e sumo pontífice" (Primas et Summus Pontifex), por seu biógrafo, Milo Crispin. O Papa Nicolau I (r. 858–867) é chamado de "sumo pontífice e papa universal" (summus pontifex et universalis papa) por seu legado Arsênio, a partir de então os exemplos do uso do termo para os papas são comuns. Após o século XI, parece que o título passou à ser utilizado apenas para os bispos de Roma.
No que se refere especificamente ao termo pontífice máximo (pontifex maximus), foi um título do imperador romano desde o reinado de César Augusto, sendo abdicado por Graciano (375-383). A Enciclopédia Britânica, sem citar sua fonte, atribui ao Papa Leão I (r. 440–461) a utilização do título pontífice máximo (Pontifex Maximus), outras fontes, também sem prova documental, afirmam que o título foi usado pela primeira vez pelo Papa Gregório I (r. 590–604), como demonstração de continuidade do poder civil, após a queda do Império Romano. No entanto, como os papas passaram a utilizar o título de "Pontífice Máximo" muito tempo depois, durante o Renascimento Italiano no século XV, não parece haver qualquer relação entre eles.

### Servo dos Servos de Deus

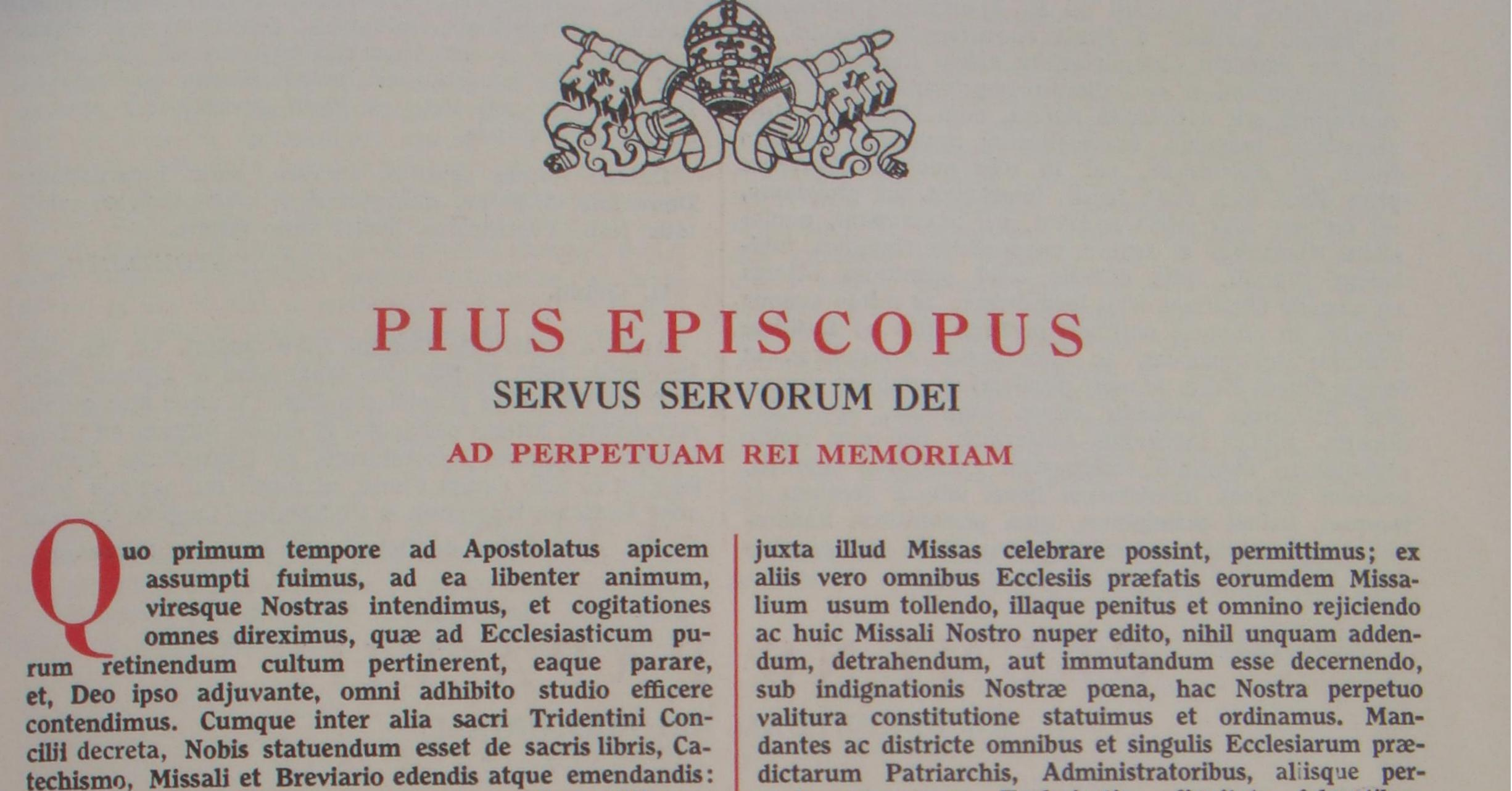
A bula Quo primum tempore de 1570, do Papa São Pio V publicado em um Missal Romano, de 1956. Logo abaixo do nome do papa, Pius Episcopus (Pio Bispo), está escrito o título "Servo dos Servos de Deus" (Servus Servorum Dei). Nem todos os documentos papais iniciam desta forma, mas as bulas sim

O termo "Servo dos Servos de Deus" é uma referência à função e autoridade do Papa, sendo que esse título é "o modelo e a norma para o ministério petrino exercido pelo papa. Implica dar testemunho de fé, supervisionar o modo como as igrejas locais preservam essa fé, dar ajuda e incentivo aos outros bispos em seu ministério local e universal de proclamar a fé, falar em nome dos bispos e suas igrejas locais e expressar a fé da Igreja em nome de todas as igrejas locais que juntas constituem a Igreja Universal. Em suma o ministério petrino é de um servo dos servos de Deus (…), um servo de seus irmãos bispos e de todo o povo de Deus". A justificativa para este título encontra-se em Mateus 20:26–27: "(…) todo aquele que quiser ser grande entre vós, seja vosso servo; e quem quiser ser o primeiro, seja vosso servo."
Foi usado pela primeira vez no século VI, pelo Papa Gregório I (r. 590–610), como uma lição para João, o mais rápido, Patriarca de Constantinopla, após o último assumir o título de "Patriarca Ecumênico", reivindicando poder e superioridade contra o Papa. Como retaliação, Gregório adotou o título de "Servo dos Servos de Deus", como demonstração de humildade.
Anteriormente, essa designação foi utilizada por outros bispos e líderes seculares, como São Bonifácio e o rei de Aragão Afonso II (r. 1162–1196). O uso do título tornou-se regular para os papas a partir do século IX e desde o século XII é utilizado exclusivamente por si.

### Primaz da Itália e Arcebispo Metropolitano da Província Romana
O título de "Arcebispo Metropolitano da Província Romana" (Archiepiscopus metropolitanus provinciae Romanae) reflete o fato do papa ser o arcebispo da província eclesiástica da própria Roma, e "Primaz da Itália" (Primatus Italiae), que é o bispo que chefia a igreja nacional da Itália.
Ambos os títulos passaram a ser utilizados no século V, refletindo o dever do papa de chefiar duas vezes por ano concílios regionais de bispos da Itália e da província de Roma. A partir do século XI, os papas concentraram-se mais no governo da Igreja Universal, deixando de lado os deveres locais relacionados com essas expressões, tendo no entanto sido mantidas entre os títulos oficiais papais até à atualidade por questões históricas, sendo consideradas uma prerrogativa de honra e não incluindo nenhuma responsabilidade.

### Soberano do Estado da Cidade do Vaticano
O título de "Soberano do Estado da Cidade do Vaticano" (Superanus sui iuris civitatis Vaticanae), reflete o fato do papa ser o Chefe de Estado da Cidade do Vaticano, o título passou a ser usado desde 1929, quando o Tratado de Latrão criou o Estado. O papa tem autoridade legal secular em todos os assuntos do Estado, e sob a lei internacional como chefe de estado, tem imunidade de jurisdição de tribunais de outros países, embora não de tribunais internacionais.

## Títulos em desuso

### Patriarca do Ocidente
De 1863 até 2005, o Anuário Pontifício incluía também o termo "Patriarca do Ocidente" como um título oficial dos papas. Esta expressão foi usada pela primeira vez pelo Papa Teodoro I (r. 642–649) em 642, e desde então, foi utilizada apenas ocasionalmente. Os patriarcados do Oriente, estabelecidos pelos Concílios de Constantinopla (381) e Calcedônia (451), tiveram seu território claramente delimitado, enquanto o território da sede do Bispo de Roma permanecia vago. No Oriente, no âmbito do sistema eclesiástico imperial da Pentarquia do imperador bizantino Justiniano (r. 527–565), juntamente com os quatro patriarcas orientais (Constantinopla, Alexandria, Antioquia e Jerusalém), o Papa era considerado o patriarca do Ocidente. Em contrapartida, os papas aceitaram nessa época apenas três sedes patriarcais, Roma, Alexandria e Antioquia, por terem sido fundadas por Pedro. Sem usar o título de "Patriarca do Ocidente", o IV Concílio de Constantinopla (869–870), o IV Concílio de Latrão (1215) e o Concílio de Florença (1439) consideram o Papa apenas como o primeiro dos cinco patriarcas.
O título passou a ser desenvolvido nos séculos XVI e XVII, devido à multiplicação de títulos papais. Em 2006, o título deixou de ser usado, embora isto não simbolize uma mudança nas relações ecumênicas com as igrejas orientais, proclamada pelo Concílio Vaticano II.
O título de "Patriarca do Ocidente" designa simbolicamente que o papa tem autoridade sobre a totalidade da Igreja latina, e sobre os outros patriarcas latinos, tais como os de Lisboa, Jerusalém e Veneza. No entanto, o termo não descreve realmente um território eclesiástico ou uma definição patriarcal e não tem qualquer valor canônico. Porém muitos teólogos católicos e ortodoxos, no intuito do ecumenismo, utilizam o termo para descrever os poderes de caráter patriarcal e ordinário que o papa possui no Ocidente, como a nomeação de bispos, em detrimento dos poderes de caráter extraordinário e dogmático, estendidos a toda a Igreja, por exemplo, quando ele fala "ex-catedra", que antes do Grande Cisma (1054), ele possuiu inclusive no Oriente.

### Senhor Apostólico
Entre o século VI e XI, "Senhor Apostólico" ("Domnus Apostolicus") foi utilizado, como uma referência ao fato do papa ocupar a Sedes apostolica (Sé Apostólica), isto é, uma igreja fundada por um Apóstolo.
Originalmente nos séculos V e VI, na Gália, o termo Sé apostólica foi aplicada a qualquer igreja local e "Senhor Apostólico", aos seus Bispos. No entanto desde o final do século VIII, o título foi reservado normalmente para o papa, como pode ser observado na documentação do Reino Franco e da Inglaterra. No Concílio de Reims em 1049, o bispo de Compostela foi excomungado por ter utilizado a expressão, e lhe foi estabelecido que "somente o pontífice da Sé romana é primaz da Igreja universal e Apostólica". Atualmente o título é encontrado somente em uma oração ao papa na Ladainha de Todos os Santos em latim, no entanto em português o termo "domum Apostolicum" foi substituído por Sumo Pontífice.

### Santíssimo Senhor
O termo "Santíssimo Senhor" ("Sanctissimus Dominus"), cujas variações incluem "Nosso Senhor", "Nosso Santíssimo Senhor" ou somente "Santíssimo"; foi utilizado ocasionalmente desde meados do século XII até o século XIX. Aparentemente esse título tinha valor meramente protocolar e não possuí qualquer significado teológico. A expressão era usada em cartas que faziam alguma referência ao papa. É registrada pela primeira vez, na carta do rei da Inglaterra João I em 1213 ao Papa Inocêncio III (r. 1198–1216), e posteriormente é usada nos decretos do Concílio de Trento no século XVI. Seu último uso é registrado em uma instrução da Penitenciaria Apostólica sobre o matrimônio civil, em 1866, fazendo referência ao Papa Pio IX (r. 1846–1878).

## Títulos não-oficiais

### Cabeça da Igreja
Na eclesiologia católica, muitas vezes o papa é chamado de "Cabeça da Igreja" (Caput Ecclesiae), "Cabeça Visível da Igreja", ou "Cabeça da Igreja Universal", dentre outras variantes. O próprio Cristo é a Cabeça Invisível da Igreja (Colossenses 1.18, e Efésios 4.15), segundo a crença católica, Cristo ao entregar a liderança da Igreja a Pedro, tornou ele e seus sucessores, a Cabeça Visível da Igreja, assim a bula Unam Sanctam de 1302 estabelece que a "Igreja (…) tem (…) uma só cabeça, e não duas como um monstro: é Cristo e Pedro, vigário de Cristo, e o sucessor de Pedro". Nessa doutrina há uma estreita colaboração entre cristologia e eclesiologia.
No entanto, existem outras variações do título, assim Pedro também pode ser chamado de "Cabeça do Colégio Apostólico" ou "Cabeça dos Apóstolos" indicando que era o líder dos apóstolos, os papas por sua vez, são chamados de "Cabeça do Colégio Episcopal" ou "Cabeça dos Bispos", que sucedeu o Colégio Apostólico.
O termo "Cabeça da Igreja" originalmente foi aplicado comumente à Igreja Romana, indicando sua liderança e seu lugar no Corpo Místico de Cristo e na Igreja Universal. Um dos seus primeiros registros consta na carta "Institutio", do Papa Bonifácio I (r. 418–422) em 422, aos bispos da Tessália. No entanto o termo só entrou em uso regular no século XI, sendo a Igreja Romana conjuntamente referida como mater (mãe), fundamentum (fundamento), cardo (coração) e magistra (mestra). A partir do século XIII o título foi reservado normalmente para o papa.

### Santo Padre
O título de "Santo Padre" ("Sancte Pater"), mais completamente "Beatíssimo Padre" ou "Santíssimo Padre" é historicamente utilizado em conjunto com o pronome de tratamento "Sua Santidade", sendo utilizado nas invocações do papa.
Não existe uma explicação oficial sobre o significado do título. Possivelmente a palavra Padre (do latim Pater, que significa Pai) é apenas uma alusão carinhosa ao papel do papa como pai e líder dos cristãos. No entanto o termo Santo Padre também é utilizado como um título para os grandes teólogos e mestres cristãos dos oito primeiro séculos da Igreja, ao qual acredita-se que tenham proporcionado a interpretação correta da Tradição e distinguido entre as autênticas doutrinas das heresias. Assim a aplicação dessa expressão ao papa pode ser uma alusão às suas funções, que são semelhantes aos dos Santos Padres.

### Pronome de tratamento
O pronome de tratamento próprio para o Papa é Sua Santidade (abreviação: S.S.), Sua Sanctitate em latim ou Sua Santità (em italiano), a forma "Vossa Santidade" é usada para falas dirigidas a ele imediatamente, sendo "Sua Santidade" portanto, empregado em referências indiretas. O pronome é usado oficialmente por exemplo, em cartas dirigidas ao papa.